# 学習館
学習館（がくしゅうかん）は、江戸時代後期に紀伊国紀州藩に設けられた藩校。現存はしておらず、株式会社世界一統和歌山本社の敷地内に碑が建てられている。

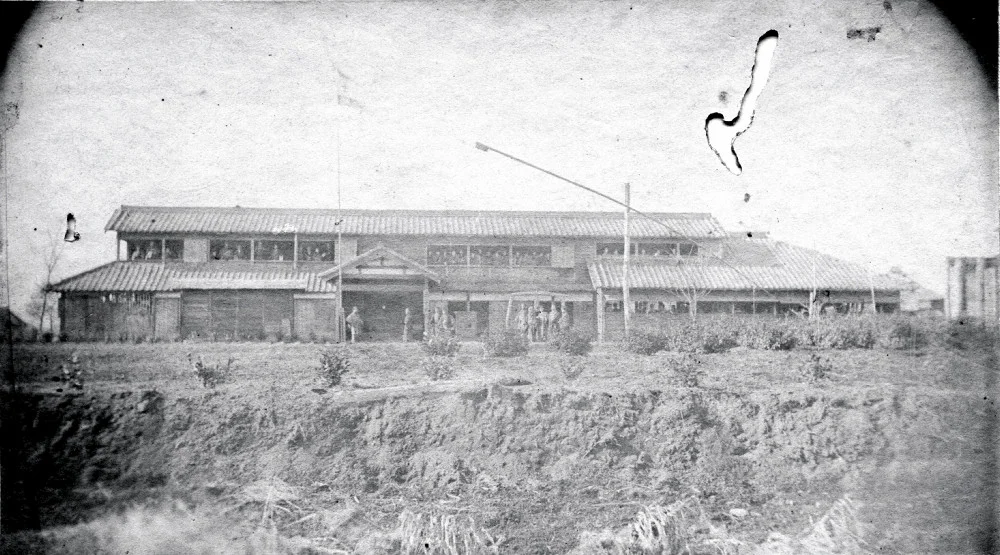
学習館（東側）、1872年。

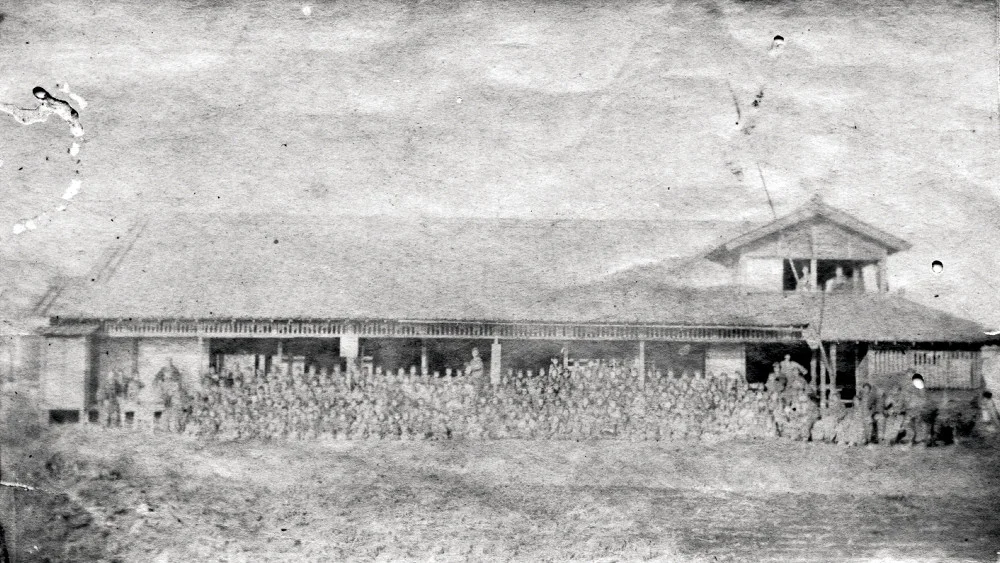
学習館（南側）、1872年。

## 沿革

### 紀州藩での儒学教育の開始
徳川頼宣が登用した那波活所により、寛永12年（1635年）以降には紀州藩での家臣に対する儒学教育が始まっている。しかし、好学者が儒者の家に出向いて教えを乞うという形式であった。

### 講堂
正徳3年（1713年）、徳川吉宗が一般的な儒学振興のために湊に講堂を開設した。仁斎学者・蔭山東門や朱子学者・祇園南海が講義を行い、庶民を含めて170～180人が聴衆として訪れたという。『紀州政事草』や『紀州政事鏡』も講堂について記しているが、一般的に偽書とされ内容に信頼性がないため、詳細は不明である。その後、講堂は荒廃したという。

### 城内・評定所での講釈
安永5年（1776年）、徳川治貞は藩政改革に際し、家臣団に思想的統制を行うために和歌山城内と評定所での学問講釈を触れ出し、仁斎学者・伊藤蘭嵎や朱子学者・祇園餐霞などの講釈日割を定めた。学問に精進した者には褒美が下されるようになっていたが、天明の大飢饉により治貞の藩政改革は挫折し、講堂の復興はならなかった。

### 学習館
寛政2年（1790年）、徳川治寶は藩政改革の一環として、湊の講堂の増改築に着手し、翌寛政3年（1791年）に完成し学習館に改名した。試験はこの頃から始まったらしいが、詳細は不明である。
寛政4年（1792年）、国学者・本居宣長が登用され、以後も宣長の子孫には禄が与えられて講釈が行われた。しかし、それは御前講義にすぎなかった。
寛政5年（1793年）、学習館規則を定め、藩学を朱子学を含んだ広い定義の宋学に決定した。実際、学習館には力のある朱子学者は呼ばれず、徂徠学者・菊池衝岳や折衷学者・山本東籬、折衷学者・仁井田南陽らが重用された。同年、江戸に明教館が開設された。
享和3年（1803年）、学習館の試験規則を改定し、学問御試規則を制定した。無役の下級家臣を成績次第で役付にすることなどが定められており、家臣に対する儒学奨励と思想統制が目的であった。
文化元年（1804年）、伊勢国松坂に松坂学問所を開設した。

### 学習館文武場
安政3年（1856年）、海防強化のために和歌山城の南隣に岡山文武場が開設された。
慶応2年（1866年）、徳川茂承が行った軍制改革に伴い藩校改革も行われ、学習館を岡山文武場へ移転させて全体を学習館文武場と称した。修業年齢を従来の30歳から50歳へ引き上げるなどを行ったため、200～600人だった生徒数が数倍になったという。また、特筆すべき点は漢文の素読試験に限り、百姓や町人も参加できるようになったことである。